# Marcel David
Pour les articles homonymes, voir Marcel David et David.
Marcel David, né le 6 avril 1895 au Meix-Saint-Epoing (Marne) et mort le 18 septembre 1979 à Saint-Sever (Landes), est un homme politique français.

## Biographie
Fils d'un instituteur de la Marne, Marcel David suit des études secondaires, puis supérieures, avant d'être mobilisé pendant la Première Guerre mondiale. Blessé au combat, il est amputé d'un bras et invalide de guerre.
Son engagement politique, au sein de la SFIO, date des années d'après-guerre, mais il n'a alors pas de responsabilités particulières dans le parti.
Répétiteur dans diverses villes de province (Melun, Nogent-le-Rotrou, Dreux) depuis son retour à la vie civile, il est, en 1924, nommé au Havre, ce qui lui permet de reprendre ses études, et de décrocher ses certificats de licence. Nommé surveillant général en 1934 au lycée de Coutances, il est en 1938 nommé censeur du lycée Victor-Duruy de Mont-de-Marsan.
Engagé dans la résistance, au sein du mouvement Libération-Nord, il est nommé maire de Mont-de-Marsan après la libération de la ville par le comité départemental de Libération, en 1944, et élu à cette fonction en septembre 1945. Au même moment, il est élu conseiller général des Landes, dans le canton de Mont-de-Marsan.
Second sur la liste socialiste, menée par Charles Lamarque-Cando, dans les Landes pour l'élection de la première constituante, en octobre 1945, il est élu député.
Réélu en juin, puis en novembre 1946, dans les mêmes conditions, sa carrière politique marque cependant le pas. En 1947, il est battu aux municipales par Robert Besson, qui, en 1949, lui fait perdre son siège aux cantonales. Il tente deux fois par la suite (1951 et 1955) de retrouver le conseil général, mais en vain.
Marcel David occupe cependant le devant de la scène parlementaire en mai 1950 : sa proposition de loi sur le reclassement des fonctionnaires, beaucoup plus favorable que les projets du gouvernement, est, grâce à l'engagement du groupe socialiste, adoptée par l'assemblée, provoquant in fine  la chute du gouvernement de Georges Bidault.
L'année suivante, il est réélu député, toujours dans les mêmes conditions. Il est élu secrétaire de la commission des finances, puis, en 1954, en exerce la vice-présidence, fonctions qui vont occuper l'essentiel de son activité parlementaire.
En mars 1952, il est chargé par le groupe socialiste de présenter la réponse publique, négative, à la proposition de Paul Reynaud de participer à un gouvernement d'union nationale.
Contacté en octobre 1954 par Pierre Mendès-France pour entrer au gouvernement, il n'est finalement pas retenu par ce dernier.
En 1956, il est encore réélu député, toujours second sur la liste socialiste. Durant cette courte législature, il est notamment très impliqué dans le débat d'avril 1956 sur la mise en place d'un fonds national de solidarité, qu'il soutient.
En 1958, il se présente aux législatives dans la circonscription de Mont-de-Marsan. Avec seulement 28,2 % des voix au premier tour, et malgré le désistement en sa faveur des radicaux, il est battu au second, avec 37,9 % des voix, dans une triangulaire, le candidat communiste s'étant maintenu.
L'année suivante, il rompt avec la fédération socialiste des Landes, conséquence du conflit à la fois personnel et politique l'opposant à Larmarque-Cando depuis plusieurs années. Candidat sans l'investiture du parti aux municipales de Mont-de-Marsan en 1959, il est exclu de la SFIO l'année suivante.
Il rejoint alors le Parti socialiste unifié, mais s'éloigne de la vie publique et ne se représente plus aux élections.
Il est inhumé au cimetière du Centre de Mont-de-Marsan.

## Détail des fonctions et des mandats
Mandats parlementaires
- 21 octobre 1945 - 10 juin 1946 : Député des Landes
- 2 juin 1946 - 27 novembre 1946 : Député des Landes
- 10 novembre 1946 - 4 juillet 1951 : Député des Landes
- 17 juin 1951 - 1er décembre 1955 : Député des Landes
- 2 janvier 1956 - 8 décembre 1958 : Député des Landes